# اوکسانا ایمانالیجوا
اوکسانا ایمانالیجوا (انگلیسی: Oksana Imanalijeva؛ زادهٔ ۱۷ ژانویهٔ ۱۹۹۰) بازیکن فوتبال اهل لیتوانی است.
وی همچنین در تیم ملی فوتبال Lithuania بازی کرده‌است.